# Instituto de Bellas Artes Sichuan
Instituto de bellas artes Sichuan (SFAI), en chino simplificado: 四川美术学院; caracteres chinos tradicionales: 四川美術學院; pinyin: Sìchuān měishù xuéyuàn) es una universidad de bellas artes pública en Chongqing, China. El Instituto de bellas artes Sichuan, tiene una historia de más de 64 años, es uno de los cuatro institutos de formación en arte más prominente de las academias artísticas en China y el único en la China del suroeste.

## Historia
El Instituto de bellas artes Sichuan tiene una historia muy destacada en la creación de arte y búsqueda de nuevas técnicas artísticas. Los profesores del instituto (SFAI) han creado obras de arte de calidad reconocida por las academias artísticas.
En los años 1950s y 1960s, el instituto estuvo simbolizado por artes, artes aplicadas y oficios. En los años 1970s, fue la escultura especialmente un grupo de estatuas en el “Patio de Coleccionismo del Alquiler” lo más famoso. En los años 1980s fue la pintura al óleo lo que más destacó de las producciones artísticas de miembros del instituto, como las realizadas por el presidente de SFAI, Luo Zhongli con su obra maestra "Mi Padre”, entre otras.
El instituto disfruta de prestigio a nivel nacional e internacional. La obra de arte se ha convertido en una meta para el arte chino contemporáneo. Desde los años 1990s, muchos profesores y estudiantes han obtenido premios nacionales y premios internacionales. Conseguían además las oportunidades de exhibir su trabajo a todo el mundo.
Actualmente, se están estableciendo relaciones de intercambio de estudiantes cultural con más institutos de arte extranjeros, delegaciones y artistas, gestionando alumnado para estudiar en el extranjero y recibiendo alumnado extranjero para estudiar en SFAI, Se promueven intercambios de arte internacional y desarrollo. Estos artistas son reconocidos por su contribución al desarrollo de las bellas artes en China.
El campus tradicional estaba en el distrito de Jiulongpo, en Chongqing. El nuevo campus fue construido en el Distrito Huxi de Chongqing en 2005.
La filosofía de la universidad es "cerca de la vida, para servir a las personas; el conocimiento es tan importante como los nuevos incentivos; mente abierta a las innovaciones, con el tiempo". El objetivo de desarrollo global es para proporcionar el nivel más alto de educación de arte en la región occidental de China.

## Departamentos
Los programas de estudio en SFAI incluyen artes y oficios, pintura al óleo, escultura, diseño, arquitectura, grabado, teoría de arte, y pintura china tradicional. El instituto ya no ofrece clases de lengua china para internacionales y alumnado de intercambio como segunda lengua en el Huxi campus.

## Licenciados famosos[2]
- A Ge
- Zhang Xiaogang